# Алту-ду-Пина
Алту-ду-Пина (порт. Alto do Pina)  —  район (фрегезия) в Португалии,  входит в округ Лиссабон. Является составной частью муниципалитета  Лиссабон. Находится в составе крупной городской агломерации Большой Лиссабон. По старому административному делению входил в провинцию Эштремадура. Входит в экономико-статистический  субрегион Большой Лиссабон, который входит в Лиссабонский регион. Население составляет 10 253 человека на 2001 год. Занимает площадь 0,82 км².

## История
Район основан в 1959 году